# 北桥街道 (湛江市)
北桥街道，是中华人民共和国广东省湛江市赤坎区下辖的一个乡镇级行政单位。

## 行政区划
北桥街道下辖以下地区：
新景社区、大埠村、福建村、东山村、新坡村、后坑村、丰厚村、金田村和文章村。